# Arbeitsgemeinschaftsabkommen
Im Arbeitsgemeinschaftsabkommen einigten sich am 15. November 1918 kurz nach der Ausrufung der Republik am 9. November 1918 die Arbeitgeber- und Arbeitnehmerverbände auf die Richtlinien, die ihre zukünftige Zusammenarbeit bestimmen sollten. 
Das Arbeitsgemeinschaftsabkommen beinhaltete die Anerkennung der Gewerkschaften als legitime Vertreter der Arbeiterschaft durch die Unternehmer. Weiter enthielt es (vgl. das Stinnes-Legien-Abkommen von 1917) staatsunabhängige Tarifverträge (in der Weimarer Reichsverfassung ein Jahr später dann auch aufgenommen) sowie die Bildung von Arbeiterausschüssen in den Betrieben. 
Die beiden Parteien des Abkommens hatten in den folgenden Jahren aber häufiger Probleme, sich auf Tarifverträge zu einigen. Auch die Arbeitervertretung in den Betrieben blieb ohne größeres Gewicht. Das Abkommen bildete trotzdem ab 1918 einen wichtigen Bestandteil der nichtstaatlichen Arbeitsmarktneuregelungen.